# Línea SE718 (EMT Madrid)
El Servicio Especial (S.E.) codificado como SE718 de la EMT de Madrid une el intercambiador de Puerta de Arganda con los sectores 2 y 3 de la Cañada Real.

## Características
Esta línea fue creada el 1 de febrero de 2017, enmarcada en un convenio entre el Ayuntamiento de Madrid y la Comunidad de Madrid con el fin de mejorar las condiciones de vida de la Cañada Real e integrarla en la ciudad de Madrid. 
Junto a ella, está prevista la creación de otro Servicio Especial (línea SE719) que conectará Sierra de Guadalupe con el Sector 6, conocido como Valdemingómez. A fecha de diciembre de 2024, la línea SE719 aún no se ha puesto en servicio ni tiene previsión de ello.
El 3 de diciembre de 2020 empezó a hacer una parada intermedia en la calle Pirotecnia a la altura de la calle Ahumados, cerca del intercambiador de Puerta de Arganda.

## Horarios
| Lunes a viernes laborables      |                                 |                                 |                                 |                                 |                                 |                                 |                                 |                                 |                                 |                                 |                                 |                                 |                                 |                                 |                                 |                                 |                                 |                                 |                                 |                                 |                                 |                                 |                                 |                                 |                                 |
| Puerta de Arganda > Cañada Real | Puerta de Arganda > Cañada Real | Puerta de Arganda > Cañada Real | Puerta de Arganda > Cañada Real | Puerta de Arganda > Cañada Real | Puerta de Arganda > Cañada Real | Puerta de Arganda > Cañada Real | Puerta de Arganda > Cañada Real | Puerta de Arganda > Cañada Real | Puerta de Arganda > Cañada Real | Puerta de Arganda > Cañada Real | Puerta de Arganda > Cañada Real | Puerta de Arganda > Cañada Real | Cañada Real > Puerta de Arganda | Cañada Real > Puerta de Arganda | Cañada Real > Puerta de Arganda | Cañada Real > Puerta de Arganda | Cañada Real > Puerta de Arganda | Cañada Real > Puerta de Arganda | Cañada Real > Puerta de Arganda | Cañada Real > Puerta de Arganda | Cañada Real > Puerta de Arganda | Cañada Real > Puerta de Arganda | Cañada Real > Puerta de Arganda | Cañada Real > Puerta de Arganda | Cañada Real > Puerta de Arganda |
| 07                              | 08                              | 09                              | 10                              | 11                              | 12                              | 13                              | 14                              | 15                              | 16                              | 17                              | 18                              | 19                              | 07                              | 08                              | 09                              | 10                              | 11                              | 12                              | 13                              | 14                              | 15                              | 16                              | 17                              | 18                              | 19                              |
| 55                              | 55                              | 55                              | 55                              | 55                              | 55                              | 55                              | 55                              | 55                              | 55                              | 55                              | 55                              | 55                              | 15                              | 15                              | 15                              | 15                              | 15                              | 15                              | 15                              | 15                              | 15                              | 15                              | 15                              | 15                              | 15                              |

## Recorrido y paradas
La línea comienza en el área intermodal de Puerta de Arganda donde comparte cabecera con la línea T23. Tras dar la vuelta, discurre por la avenida Gran Vía del Este y gira a la calle Pirotecnia —donde tiene su única parada intermedia—, para continuar por la M-203 y establecer su cabecera de Cañada Real en la rotonda de acceso a la misma desde la carretera. El recorrido de vuelta es igual pero en sentido contrario.
| Código | Parada              | Común con | Conexiones con Metro y Cercanías | Otros |
| ------ | ------------------- | --------- | -------------------------------- | ----- |
| 4011   | PUERTA ARGANDA      | T23       | Puerta de Arganda Vicálvaro      |       |
| 4050   | Pirotecnia-Ahumados |           |                                  |       |
| 4406   | CAÑADA REAL         |           |                                  |       |

| Código | Parada                         | Común con | Conexiones con Metro y Cercanías | Otros |
| ------ | ------------------------------ | --------- | -------------------------------- | ----- |
| 4406   | CAÑADA REAL                    |           |                                  |       |
| 4051   | Pirotecnia-Pedro Escarbassiere |           |                                  |       |
| 5839   | Puerta Arganda                 | T23       | Puerta de Arganda Vicálvaro      |       |
| 4011   | PUERTA ARGANDA                 | T23       |                                  |       |